# Trijang Chocktrul Rinpoche
Kyabje Trijang Chocktrul Rinpoche (15 de outubro de 1982) é considerado a atual reencarnação de Trijang Rinpoche, que foi o Tutor Junior e Guia Espiritual do 14º Dalai Lama.

## Continuidade ao Legado
Trijang Chocktrul passou parte de sua infância em Rabten Choeling, na Suiça, e a maior parte do tempo de sua vida adulta em Northfield, no estado de Vermont, nos Estados Unidos, onde fundou o Trijang Buddhist Institute,
para promover a propagação do budismo tibetano. Kyabje Trijang Chocktrul Rinpoche tem como seu maior desejo dar continuidade ao legado de seu reverenciado predecessor Kyabje Trijang Dorje Chang (Trijang Rinpoche).

## Dorje Shugden
Quando jovem, recebeu ameaças de morte da “Sociedade Secreta dos Eliminadores de Inimigos Externos e Internos” (Secret Society of External and Internal Enemy Eliminators ) por causa de sua prática e devoção a Dorje Shugden, que em decorrência, o forçou a parar com seus estudos tradicionais na Índia e ir para a Europa Ocidental.
Em um encontro em Graz na Áustria, Dalai Lama disse-lhe:
"Se você desistir desta deidade (Dorje Shugden), eu mesmo e toda comunidade Tibetana iremos lhe agradecer muitíssimo, e nosso protetor Nechung vai tomar conta de você e o fará obter muito sucesso, tornando-o mais famoso do que nunca. E se você não desistir desta deidade, então sua carreira monástica, assim como receber a completa ordenação e fazer os exames para o título de Geshe, não será possível. Você é quem decide."

Lama Zopa expressou profunda tristeza sobre o fato de o Guru de ambos Dalai Lama e Lama Yeshe, o fundador da FPMT, sentir ser necessário tomar esse rumo:
“A encarnação de Kyabje Dorje Chang, Sua Santidade Trijang Rinpoche, é o Guru de Sua Santidade Dalai Lama e também o lama de todo o povo do Tibet, então é terrível parecer estar se escondendo em algum canto como se alguma coisa de errado estivesse acontecendo com ele. Isso é muito vergonhoso. Portanto, as pessoas em torno dele devem pensar sobre isso muito profundamente. Em sua vida passada ele fez realizações incríveis de Darma, consequentemente, sua encarnação presente tem o potencial para espalhar o Darma tanto no Ocidente quanto no Oriente, como o raiar do sol que espalha luz em todas as direções.”

## Aliança nos Estados Unidos da América
Dalai Lama e Chocktrul Rinpoche encontraram-se pelo menos uma vez desde então, em Northampton (Massachusetts) nos Estados Unidos onde promoveram uma aliança: Sua Santidade o 14º Dalai Lama concedeu permissão a Sua Santidade o 18º Trijang Chocktrul Rinpoche que praticasse Dorje Shugden, em troca da grande e amorosa amizade que sempre existiu entre eles, assim como em prévias vidas.  
Chocktrul Rinpoche se concentra agora em seus próprios estudos particulares de Darma  e vive como um cidadão dos Estados Unidos onde é livre para continuar com sua prática e devoção a Dorje Shugden, assim como foi em sua vida pregressa. No site de seu instituto de budismo tibetano, Trijang Buddhist Institute, Chocktrul exibe carinhosamente uma foto com dedicatória de Sua Santidade o Dalai Lama onde se lê:
"Este objeto de veneração (a foto) é oferecida ao Trijang Buddhist Institute com a prece de que os ensinamentos de Buda floresçam, que todo ser sensiente possa obter o tesouro do Darma, e que assim possam viver em felicidade e virtude.

Assinado,

Dalai Lama, Monge Budista - Maio de 2007

## Qualificação de Gaden Tripa
No começo de 2009 o Gaden Tripa, chefe da Tradição Guelupa, após ter meditado e ponderado sobre a posição em que se encontrava Trijang Chocktrul Rinpoche, resolveu se pronunciar através de uma Carta de Referência reconhecendo-o como - Qualificado -  e vai além, questiona o Dalai Lama, "Se Trijang Rinpoche estava errado, será que Sua Santidade o Dalai Lama não poderia estar errado também?" Em seguida o Gaden Tripa anuncia em carta aberta e ao mesmo tempo que envia para Sua Santidade Trijang Chocktrul Rinpoche suas razões:

Dedicatória de Sua Santidade Gaden Tripa Lungri Namgyel

23 de Abril de 2009

Eu, abaixo assinado, Lungri Namgyel, chefe oficial (Gaden Tripa) da Tradição Guelupa do Budismo Tibetano e sucessor do fundador desta Tradição, Je Tsongkhapa (1357-1419), cuja sede é representada pelo Monastério de Gaden no Estado de  Karnataka, sul da Índia, através desta venho confirmar que:
• Sua Eminência Trijang Chocktrul Rinpoche, sendo educado nos ensinamentos da Tradição Guelupa do Budismo Tibetano, e que sendo oficialmente reconhecido por Sua Santidade o 14º Dalai Lama como sendo a reencarnação de Trijang Dorje Chang ( Trijang Rinpoche ), Tutor do 14º Dalai Lama e um dos maiores Mestres Budistas do século XX desta Tradição, se encontra totalmente qualificado e capacitado a atuar como diretor do Instituto Trijang ( Trijang Buddhist Institute ) no Estado de Vermont, nos Estados Unidos da América, onde atualmente é residente na via Morning Star Lane 210, Northfield, Vermont 05663 USA.
• Eu confiro ao Trijang Buddhist Institute a autoridadede de representar e transmitir os ensinamentos da Ordem Guelupa do Budismo Tibetano nos Estados Unidos da América.
• Sendo, assim autorizado, o Trijang Buddhist Institute é dedicado a preservar, representar, e transmitir os ensinamentos da Tradição Guelupa do Budismo Tibetano.

Assinado,

Gaden Tripa Lungri Namgyel